# Salamá
Salamá (del quiché «Tz'alam Ha» que significa «Río de Tablas» o «Tablas sobre el agua») es un municipio perteneciente al departamento de Baja Verapaz localizado a 150 km de la Ciudad de Guatemala en la República de Guatemala. La cabecera municipal es también la cabecera del departamento y fue fundada entre 1550 y 1560 por los dominicos españoles; está a aproximadamente mil metros sobre el nivel del mar a la orilla del valle, con montañas boscosas al fondo, las cuales se extienden hasta entroncarse con la Sierra de las Minas.
Luego de la conquista de Guatemala por los españoles, y de las Capitulaciones de Tezulutlán fue una doctrina a cargo de los frailes dominicos, hasta que estos tuvieron que entregar sus doctrinas al clero secular en 1754.  Luego de la Independencia de Centroamérica fue uno de los municipios originales del Estado de Guatemala en 1825, y pertenecía al departamento de Verapaz.  Luego de la expulsión de los dominicos en 1829 por las fuerzas de Francisco Morazán, la hacienda de San Jerónimo fue otorgada a ciudadanos británicos para su usufructo.
En el poblado conviven dos grupos étnicos: achi'es y ladinos y su feria titular es en honor a San Mateo Apóstol se celebra desde el 17 al 21 de septiembre, en donde el turista está invitado a varias fiestas y actividades culturales, folklóricas, religiosas. La tranquilidad es una de las principales características de su cabecera municipal, que se distingue por la limpieza de sus calles y parques.

## División política
Está integrada por ciento cuarenta y seis comunidades del área urbana y rural.  Las aldeas principales son:
| - San Nicolás - El Tunal - El Tempisque - San Juan - Paso Ancho - Las Tunas - La Laguna - San Ignacio - Trapiche de Agua - Llano Grande - Los Paxtes - La Canoa - Chilascó - Niño Perdido - La Unión Barrios - La Paz 1 y 2 - Cachil - El Amate - San José El Espinero - Las Limas - El Nance - Llano Largo - Las Vegas - La Divina Providencia |

San Rafael Chilasco es la aldea más poblada, y de interés turístico por tener una de las cascadas más altas de Centroamérica.[cita requerida]

## Geografía física

### Clima
El clima de la ciudad de Salamá varía conforme a los meses del año pero en general, es una región muy húmeda. Durante los últimos y primeros meses del año (noviembre a febrero) se siente un clima fresco y húmedo que puede pasar de templado a frío, con temperaturas que rara vez bajan de los 5°centígrados.  En los meses de marzo a mayo la humedad baja un poco y las temperaturas más altas se dejan sentir pero es muy raro cuando están temperaturas sobrepasan los 30°centígrados; de junio a octubre se dan los niveles más altos de pluviosidad.
La cabecera municipal Salamá tiene clima tropical (Clasificación de Köppen: Aw).
| Parámetros climáticos promedio de Salamá | Parámetros climáticos promedio de Salamá | Parámetros climáticos promedio de Salamá | Parámetros climáticos promedio de Salamá | Parámetros climáticos promedio de Salamá | Parámetros climáticos promedio de Salamá | Parámetros climáticos promedio de Salamá | Parámetros climáticos promedio de Salamá | Parámetros climáticos promedio de Salamá | Parámetros climáticos promedio de Salamá | Parámetros climáticos promedio de Salamá | Parámetros climáticos promedio de Salamá | Parámetros climáticos promedio de Salamá | Parámetros climáticos promedio de Salamá |
| Mes                                      | Ene.                                     | Feb.                                     | Mar.                                     | Abr.                                     | May.                                     | Jun.                                     | Jul.                                     | Ago.                                     | Sep.                                     | Oct.                                     | Nov.                                     | Dic.                                     | Anual                                    |
| ---------------------------------------- | ---------------------------------------- | ---------------------------------------- | ---------------------------------------- | ---------------------------------------- | ---------------------------------------- | ---------------------------------------- | ---------------------------------------- | ---------------------------------------- | ---------------------------------------- | ---------------------------------------- | ---------------------------------------- | ---------------------------------------- | ---------------------------------------- |
| Temp. máx. media (°C)                    | 26.6                                     | 28.0                                     | 29.5                                     | 30.6                                     | 29.9                                     | 28.4                                     | 27.9                                     | 28.4                                     | 28.2                                     | 27.7                                     | 27.0                                     | 26.8                                     | 28.3                                     |
| Temp. media (°C)                         | 20.1                                     | 21.1                                     | 22.5                                     | 24.0                                     | 23.9                                     | 23.6                                     | 23.0                                     | 23.2                                     | 23.0                                     | 22.5                                     | 21.2                                     | 20.4                                     | 22.4                                     |
| Temp. mín. media (°C)                    | 13.6                                     | 14.2                                     | 15.6                                     | 17.4                                     | 18.0                                     | 18.8                                     | 18.2                                     | 18.0                                     | 17.8                                     | 17.3                                     | 15.4                                     | 14.1                                     | 16.5                                     |
| Precipitación total (mm)                 | 15                                       | 11                                       | 16                                       | 28                                       | 82                                       | 204                                      | 148                                      | 99                                       | 169                                      | 102                                      | 39                                       | 16                                       | 929                                      |
| Fuente: Climate-Data.org                 |                                          |                                          |                                          |                                          |                                          |                                          |                                          |                                          |                                          |                                          |                                          |                                          |                                          |

### Ubicación geográfica
Salamá está en el departamento de Baja Verapaz y está prácticamente rodeado por municipios de dicho departamento, excepto al sur, donde limita con Chuarrancho, municipio del departamento de Guatemala:
- Norte y noreste: Purulhá, municipio del departamento de Baja Verapaz
- Sur: Chuarrancho, municipio del departamento de Guatemala
- Este: San Jerónimo, municipio del departamento de Baja Verapaz
- Oeste: San Miguel Chicaj[7]

|                          | Norte: Purulhá   | Nordeste: Purulhá  |
| Oeste: San Miguel Chicaj |                  | Este: San Jerónimo |
|                          | Sur: Chuarrancho |                    |

## Gobierno municipal
Los municipios se encuentran regulados en diversas leyes de la República, que establecen su forma de organización, lo relativo a la conformación de sus órganos administrativos y los tributos destinados para los mismos.  Aunque se trata de entidades autónomas, se encuentran sujetos a la legislación nacional y las principales leyes que los rigen desde 1985 son:
| N.º | Ley                                                | Descripción |
| --- | -------------------------------------------------- | --- |
| 1   | Constitución Política de la República de Guatemala | Tiene una regulación legal específica para los municipios en los artículos 253 al 262. |
| 2   | Ley Electoral y de Partidos Políticos              | Ley de carácter constitucional aplicable a los municipios en el tema de la conformación de sus autoridades electas. |
| 3   | Código Municipal                                   | Decreto 12-2002 del Congreso de la República de Guatemala. Tiene la categoría de ley ordinaria y contiene preceptos generales aplicables a todos los municipios, e inclusive contiene legislación referente a la creación de los municipios.             |
| 4   | Ley de Servicio Municipal                          | Decreto 1-87 del Congreso de la República de Guatemala. Regula las relaciones entra la municipalidad y los servidores públicos en materia laboral. Tiene su base constitucional en el artículo 262 de la constitución que ordena la emisión de la misma. |
| 5   | Ley General de Descentralización                   | Decreto 14-2002 del Congreso de la República de Guatemala. Regula el deber constitucional del Estado, y por ende del municipio, de promover y aplicar la descentralización y desconcentración económica y administrativa.                                |

El gobierno de los municipios está a cargo de un Concejo Municipal mientras que el código municipal —ley ordinaria que contiene disposiciones que se aplican a todos los municipios— establece que «el concejo municipal es el órgano colegiado superior de deliberación y de decisión de los asuntos municipales […] y tiene su sede en la circunscripción de la cabecera municipal»; el artículo 33 del mencionado código establece que «[le] corresponde con exclusividad al concejo municipal el ejercicio del gobierno del municipio».
El concejo municipal se integra con el alcalde, los síndicos y concejales, electos directamente por sufragio universal y secreto para un período de cuatro años, pudiendo ser reelectos.
Existen también las Alcaldías Auxiliares, los Comités Comunitarios de Desarrollo (COCODE), el Comité Municipal del Desarrollo (COMUDE), las asociaciones culturales y las comisiones de trabajo. Los alcaldes auxiliares son elegidos por las comunidades de acuerdo a sus principios y tradiciones, y se reúnen con el alcalde municipal el primer domingo de cada mes, mientras que los Comités Comunitarios de Desarrollo y el Comité Municipal de Desarrollo organizan y facilitan la participación de las comunidades priorizando necesidades y problemas.
Los alcaldes que ha habido en el municipio son:
- 2012-2020: Byron Tejada[9][2]

## Historia

### Época colonial

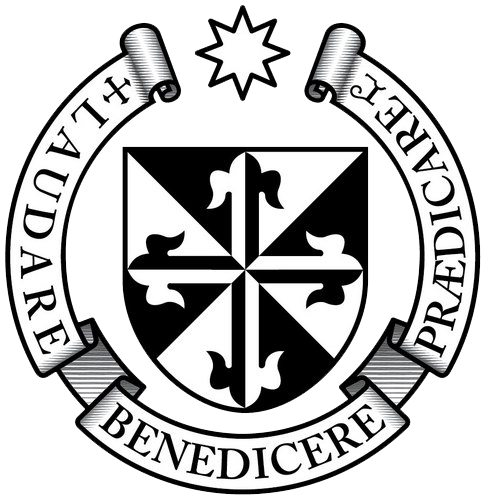
Escudo de la Orden de Predicadores. Los dominicos fundaron Salamá en la década de 1550.

Salamá fue fundada en la década de 1550 por los frailes dominicos, como parte de las Capitulaciones de Tezulutlán que había logrado el fraile Bartolomé de las Casas. Los frailes de la Orden de Predicadores establecieron una doctrina en la región, la cual tenía cuarenta y seis mil hectáreas e incluía montañas, bosques, parte del valle y un excelente suministro de agua. El convento de los frailes, de sólida construcción tenía una iglesia contigua, y un extenso sistema de túneles y acueductos de irrigación. Tanto la ubicación como el clima eran ideales para la plantación de viñedos; la gramilla seca y delgada y la arcilla rajada, tan características del suelo del valle de Salamá, desaparecieron gracias al ingenioso sistema de irrigación que construyeron los frailes, quienes perfeccionaron la producción de vino en su doctrina.
Los frailes dominicos establecieron una doctrina en la región, la cual contaba con un excelente suministro de agua. El convento de los frailes, de sólida construcción tenía una iglesia contigua, y un extenso sistema de túneles y acueductos de irrigación. Tanto la ubicación como el clima eran ideales para la plantación de viñedos; la gramilla seca y delgada y la arcilla rajada, tan características del suelo del valle de Salamá, desaparecieron gracias al ingenioso sistema de irrigación que construyeron los frailes, quienes perfeccionaron la producción de vino en su doctrina.

### Tras la independencia de Centroamérica

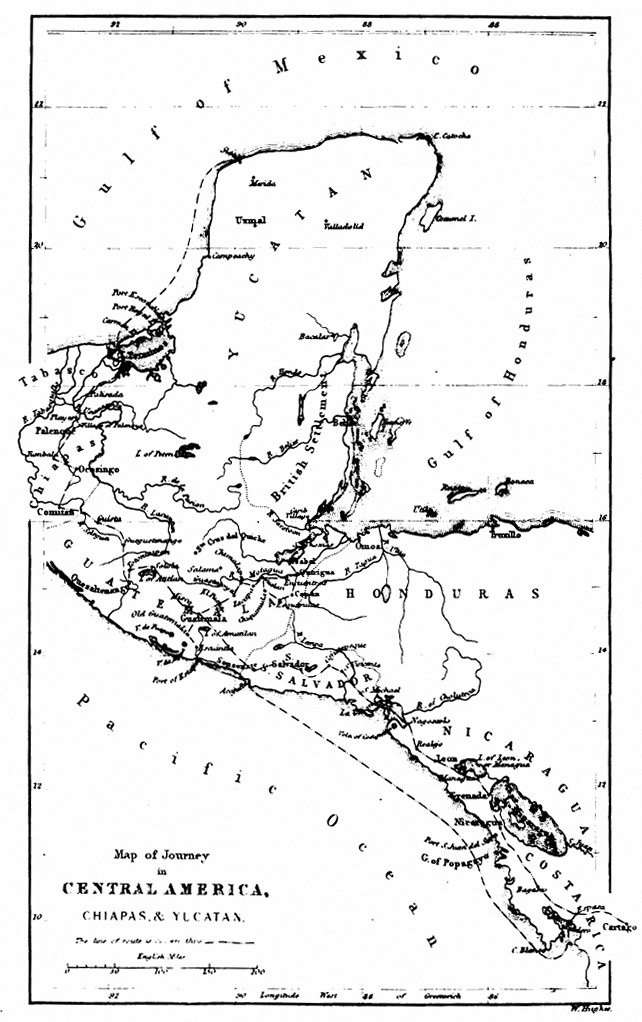
Mapa de Guatemala en 1839, elaborado por el arquitecto británico Frederick Catherwood, quien visitó Guatemala en compañía del explorador estadounidense John Lloyd Stephens en comisión del presidente de los Estados Unidos, Martin Van Buren.

El Estado de Guatemala fue definido de la siguiente forma por la Asamblea Constituyente de dicho estado que emitió la constitución del mismo el 11 de octubre de 1825: «el estado conservará la denominación de Estado de Guatemala y lo forman los pueblos de Guatemala, reunidos en un solo cuerpo.  El estado de Guatemala es soberano, independiente y libre en su gobierno y administración interior.»
Salamá fue uno de los municipios originales del Estado de Guatemala en 1825; se encontraba en el departamento de Verapaz cuya cabecera era Cobán y tenía a los municipios de Cobán, Cahabón, Tactic, Salamá y Rabinal, además del distrito de Petén.
La constitución del Estado de Guatemala promulgada el 11 de octubre de 1825 —y no el 11 de abril de 1836, como numerosos historiadores han reportado incorrectamente — creó los distritos y sus circuitos correspondientes para la administración de justicia según el Código de Lívingston traducido al español por José Francisco Barrundia y Cepeda. Salamá fue la sede del Circuito del mismo nombre para la impartición de justicia, en el Distrito N.º 5 (Verapaz); junto a Salamá pertenecían a ese circuito San Jerónimo, Rincón Grande, Llano Grande, Las Cañas y todas las haciendas y labores que había desde el río Grande, una línea que se supone tirada al sur desde San Jerónimo hasta el mismo río Grande y el camino que va desde Guatemala hasta Salamá, San Miguel Chicaj, Pansug y San Nicolás.

### Expulsión de los dominicos
Los criollos liberales quisieron eliminar el poder del clero regular y de los conservadores guatemaltecos; así, en 1829, tras el derrocamiento del gobernador conservador Mariano de Aycinena y Piñol y la derrota del Clan Aycinena, tanto los conservadores como las órdenes regulares de la Iglesia Católica —entre ellas la Orden de Predicadores— fueron expulsados de Centroamérica. En Salamá tuvieron que abandonar su monasterio, su iglesia y su hacienda.
Tras la expulsión de la orden, un reporte del nuevo gobierno liberal indicó que la propiedad era una de las más productivas de Guatemala —gracias al trabajo servil de esclavos negros y a las inversiones en herramientas agrícolas— pero que resultaba difícil encontrar alguien capaz de dar diez mil pesos para su arrendamiento.

### Asentamiento británico
A principios de la década de 1830, desde la cumbre de las montañas al sur se observaba la planicie seca del valle de Salamá, con sus casas de paredes blancas. El camino de acceso estaba en buenas condiciones, aunque el descenso desde la cumbre hasta el riachuelo que pasa a la orilla del valle era largo y penoso. Las orillas del riachuelo estaban cubiertas de arbustos y árboles, lo que invitaba a los viajeros a descansar a la sombra antes de continuar el camino bajo el sol.  Salamá, era un pueblecito muy pintoresco por el que pasaba un riachuelo cristalino y un parque central con palmeras en medio del valle. Cerca del pueblo se encontraba el antiguo convento abandonado, que era considerado entonces como la propiedad más grande y valiosa del país, fue vendido en 1829 a Marshall Bennett, quien era el agente comercial de Francisco Morazán en el negocio de caoba en el norte de la región. Bennett la bautizó como Hacienda de San Jerónimo, y pronto estuvo rodeada de plantaciones de caña de azúcar y de café, las que se mantenían gracias al remozamiento del antiguo sistema de irrigación; Bennett sustituyó los viñedos de los frailes por plantaciones de caña de azúcar y el vino fue sustituido por el «Puro de San Gerónimo» un aguardiente que se hizo famoso en toda la República.
Los pobladores indígenas y negros de Salamá estaban acostumbrados a trabajar con la disciplina monástica; Bennett aprovechó esto y sus primeros años fueron muy beneficiosos. Pero luego surgieron disputas entre sus herederos, y litigios; además ya sin la disciplina de los frailes, las relaciones entre el pueblo y los propietarios de la hacienda se fueron tornando cada vez más tensas.

### Batalla de Salamá de 1839

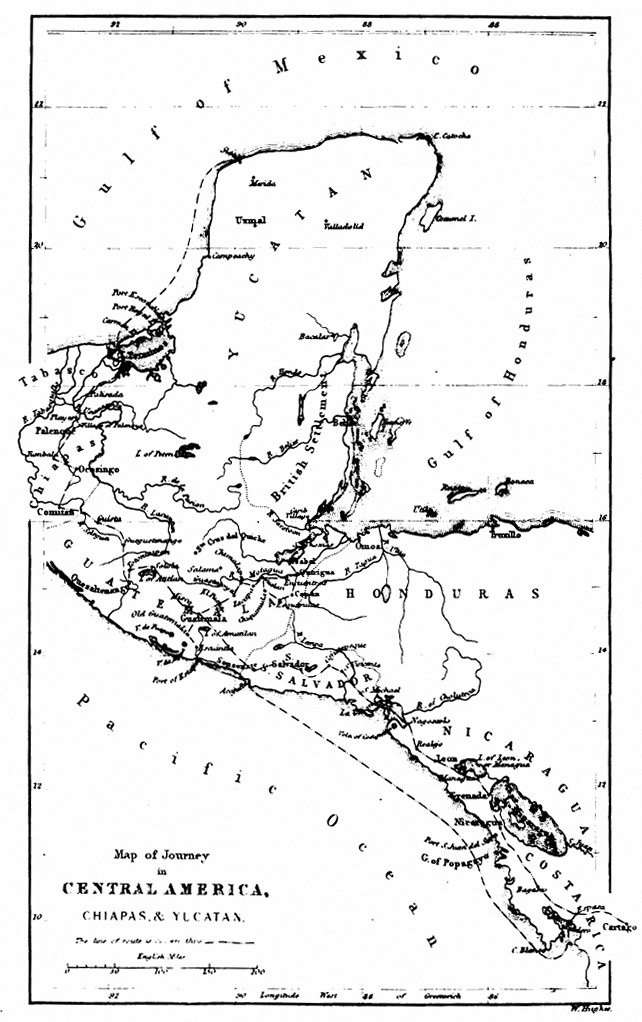
Mapa de Guatemala en 1839. Obsérvese las fronteras no delimitadas con México en Yucatán y Chiapas, y que Belice todavía era un asentamiento británico.

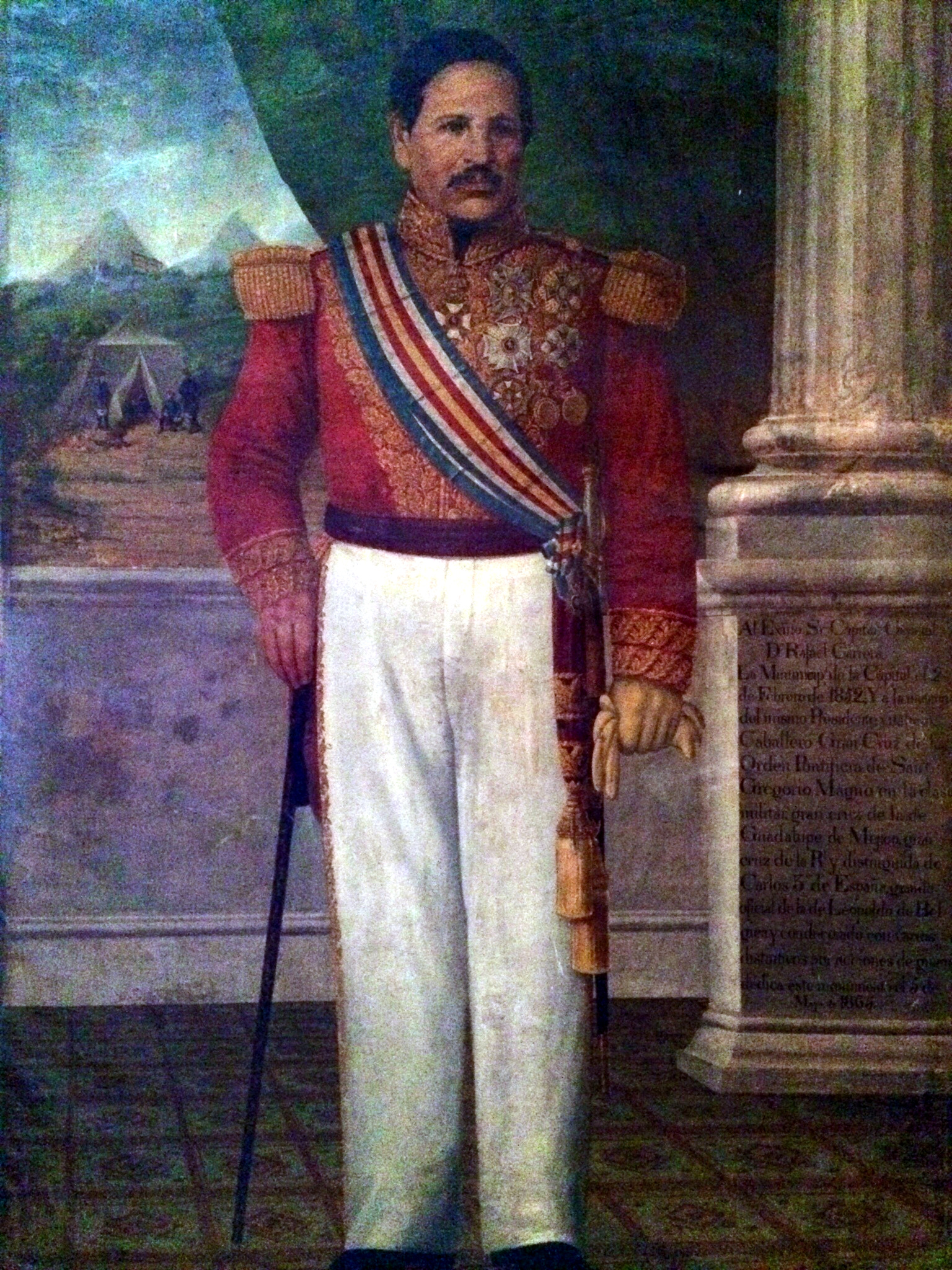
Capitán General Rafael Carrera, presidente vitalicio de Guatemala (1840-1865).

A principios de 1838, las fuerzas liberales de Francisco Morazán y José Francisco Barrundia y Cepeda, ingresaron a Guatemala y al llegar a San Sur, ejecutaron a Chúa Álvarez, suegro del general Rafael Carrera, líder de la revolución campesina que había derrocado al gobernador liberal Mariano Gálvez. Las fuerzas de Morazán colocaron la cabeza de Álvarez en una pica para escarmentar a todos los seguidores de este; al saberlo, Carrera y su esposa Petrona, que habían salido a enfrentar a Morazán tan pronto como se enteraron de la invasión y se encontraban en Mataquescuintla, juraron que no perdonarían a Morazán ni en la tumba.  Tras enviar a varios emisarios, a quienes Carrera no quiso recibir -en especial a Barrundia a quien le informó que no lo recibía para no matarlo- Morazán inició una fuerte ofensiva de tierra arrasada, destruyendo a los pueblos estaban a su paso y despojándolos de su pocos bienes, y obligando a las fuerzas de Carrera a esconderse en las montañas.
Creyendo que Carrera estaba totalmente vencido, Morazán y Barrundia se dirigieron a la Ciudad de Guatemala en fueron recibidos como salvadores por el gobernador Valenzuela y los miembros del Clan Aycinena, quienes incluso propusieron patrocinar uno de los batallones liberales, mientras que Valenzuela y Barrundia pusieron a las órdenes de Morazán los recursos de Guatemala para solventar cualquier problema financiero que tuviera.  Los criollos de ambos partidos celebraron hasta el amanecer el hecho de que tuvieran al fin a un caudillo como Morazán, capaz de derrotar a la rebelión del campo liderada por Carrera.  Morazán utilizó los recursos para apoyar a Los Altos y luego sustituyó a Valenzuela por Mariano Rivera Paz, allegado al Clan Aycinena, aunque no le retornó a los miembros de dicho clan los bienes confiscados tras la primera invasión que hiciera a Guatemala en 1829; en venganza, Juan José de Aycinena y Piñol votó a favor de la disolución de la Federación Centroamericana en San Salvador un poco más tarde, obligando con ello a Morazán a regresar a El Salvador para luchar por su moribundo mandato federal. En el camino, Morazán incrementó la represión en el oriente guatemalteco, como escarmiento por haber ayudado a Carrera, a quien consideraba vencido.
Sabiendo que Morazán se había ido a El Salvador, Carrera intentó tomar Salamá con la pequeña fuerza que aún le quedaba, pero fue derrotado, perdiendo a su hermano Laureano Carrera en el combate que culminó en San Jerónimo Verapaz.  Con apenas unos cuantos hombres logró huir, malherido, hacia Sanarate.  Tras recuperarse a medias, atacó a un destacamento en Jutiapa y logró obtener un pequeño botín que le repartió a los voluntarios que lo acompañaban y se aprestó a atacar Petapa, cerca de la Ciudad de Guatemala, en donde triunfó, pero con considerables bajas.
En septiembre de ese año, Carrera intentó un asalto a la capital de Guatemala, pero el general liberal Carlos Salazar Castro lo derrotó en los campos de Villa Nueva, y Carrera tuvo que replegarse nuevamente al oriente del Estado.  Tras varios intentos infructuosos de tomar la ciudad y Quetzaltenango, fue cercado y herido, y tuvo que capitular ante el general mexicano Agustín Guzmán, quien radicaba en Quetzaltenango desde la llegada de Filísola en 1823. Morazán tuvo la oportunidad de fusilar a Carrera, pero no pudo pues necesitaba del apoyo del campesinado guatemalteco para poder contrarrestar los ataques de Francisco Ferrera en El Salvador; en lugar de eliminarlo, lo nombraron como jefe militar de Mita, pero sin armas.  En Mita, Carrera recibió un aviso de Francisco Ferrera para reunirse, a lo que accedió; sabiendo que Morazán iba a atacar El Salvador, decidieron que Carrera iba a atacar la Ciudad de Guatemala y para ellos Ferrera le dio al líder guatemalteco mil armas y municiones.
Entre tanto, a pesar de las recomendaciones de su allegados de aplastar definitivamente las fuerzas de Carrera, Salazar intentó negociar con este por la vía diplomática. Incluso, para demostrar a Carrera que ni se le temía ni se le desconfiaba, retiró las fortificaciones que había en la capital guatemalteca desde la batalla de Villa Nueva.
Aprovechando la buena fe de Salazar y las armas de Ferrera, el 13 de abril de 1839 Carrera tomó por sorpresa la plaza de Guatemala; Salazar Castro, Barrundia y Mariano Gálvez huyeron antes de la llegada de Carrera; Salazar, en camisa de dormir, saltó por los tejados de las casas vecinas y buscó refugio. Después, como pudo, ganó la frontera disfrazado de campesino y huyó de Guatemala.  Ya sin Salazar, Carrera restituyó a Mariano Rivera y Paz, como gobernador de Guatemala; Rivera Paz a su vez lo nombró general en jefe del Ejército aunque en realidad era Carrera quien tenía el mando absoluto.

### Crisis de la Hacienda de San Jerónimo

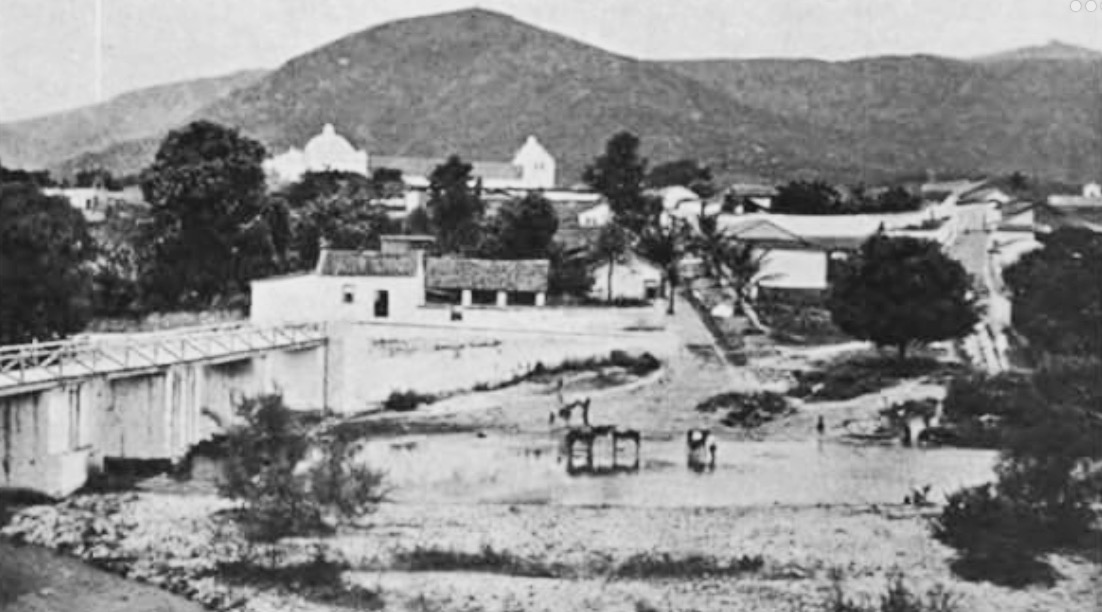
Salamá en 1897. Fotografía de Caecile Seler-Sachs

Pero hacia 1890, la crisis se agravó: indígenas y mestizos habían invadido las regiones más alejadas de la hacienda y habían estado robando madera y cultivos, quemado algunos campos, dañando el sistema de riego y mutilando ganado. Finalmente, una turba enardecida incendió el ingeniero azucarero y atacó al capataz de la hacienda. Cuando la situación llegó a este punto, los propietarios pusieron el caso en manos del Embajador británico, quien después de negociar con el gobierno liberal -que sabía que sus propios oficiales habían apoyado y promovido el ataque- se acordó expulsar a los invasores e indemnizar a los propietarios con $14,000. Además, se acordó comprar una porción de la hacienda para que se establecieran algunos pobladores y ceder la iglesia de la hacienda al nuevo poblado.

### Miguel Enríquez y el presidente Barillas en 1892

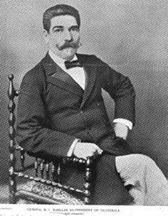
General Manuel Lisandro Barillas Bercián; presidente de Guatemala de 1886 a 1892.

En 1892, el presidente general Manuel Lisandro Barillas Bercián convocó a elecciones presidenciales. Fue la primera vez que un presidente guatemalteco se había cansado de estar en el poder y prefirió retirarse a atender sus asuntos privados. También fue la primera vez que se le permitió a los candidados hacer propaganda en los periódicos. Entre los candidatos presidenciales estaban:
- Lorenzo Montúfar y Rivera: reconocido intelectual liberal. Fue el único candidato que mandó a imprimir su retrato en los periódicos y fue severamente criticado por desperdiciar los recursos.[35]
- General José María Reyna Barrios: sobrino del expresidente Justo Rufino Barrios y ganador de la contienda electoral.
- Miguel Enríquez: terrateniente salamateco. Enríquez había sido liberal, pero se pasó al partido conservador debido a la persecución de que fue objeto durante el gobierno de Barillas.

Cuando se aproximaban las elecciones, Barillas mandó a llamar los tres candidatos liberales y les preguntó que harían con él, cuando ya se encontraran en el ejercicio del poder. Satisfecho con la respuesta del general Reina Barrios, Barillas se aseguró de que una gran cantidad de indígenas de Quetzaltenango y de Totonicapán votaran por el general. Los agentes oficiales hicieron su trabajo: Reyna fue electro presidente y, para no ofender a los candidatos perdedores, Barillas les otorgó un cheque para que cubrieran los gastos en que habían incurrido para hacer su propaganda. Sólo Enríquez no fue compensado; por el contrario, luego de las elecciones tuvo que huir de las tierras que poseía en Salamá pues lo acusaron de sedición; lo capturaron y ejecutaron sumarialmente cerca de Zacapa.

### Principios delsigloXX
Tras un incidente en 1904, en el que el padre del futuro Premio Nobel de Literatura de 1967, Miguel Ángel Asturias, en su calidad de juez, puso en libertad a algunos estudiantes detenidos por causar disturbios, tuvo que enfrentar las consecuencias con el presidente, licenciado Manuel Estrada Cabrera, y perdió su trabajo. En 1905, la familia se vio obligada a trasladarse a la ciudad de Salamá,  donde Miguel Ángel Asturias vivió en la granja de sus abuelos. Fue aquí que Asturias por primera vez entró en contacto con la población indígena de Guatemala; su niñera, Lola Reyes, era una joven indígena que le contaba historias, mitos y leyendas de su cultura, que más tarde tendrían una gran influencia en su obra. En 1908, cuando Asturias tenía nueve años, regresó con su familia a la Ciudad de Guatemala.

### Alzamiento anticomunista de 1953

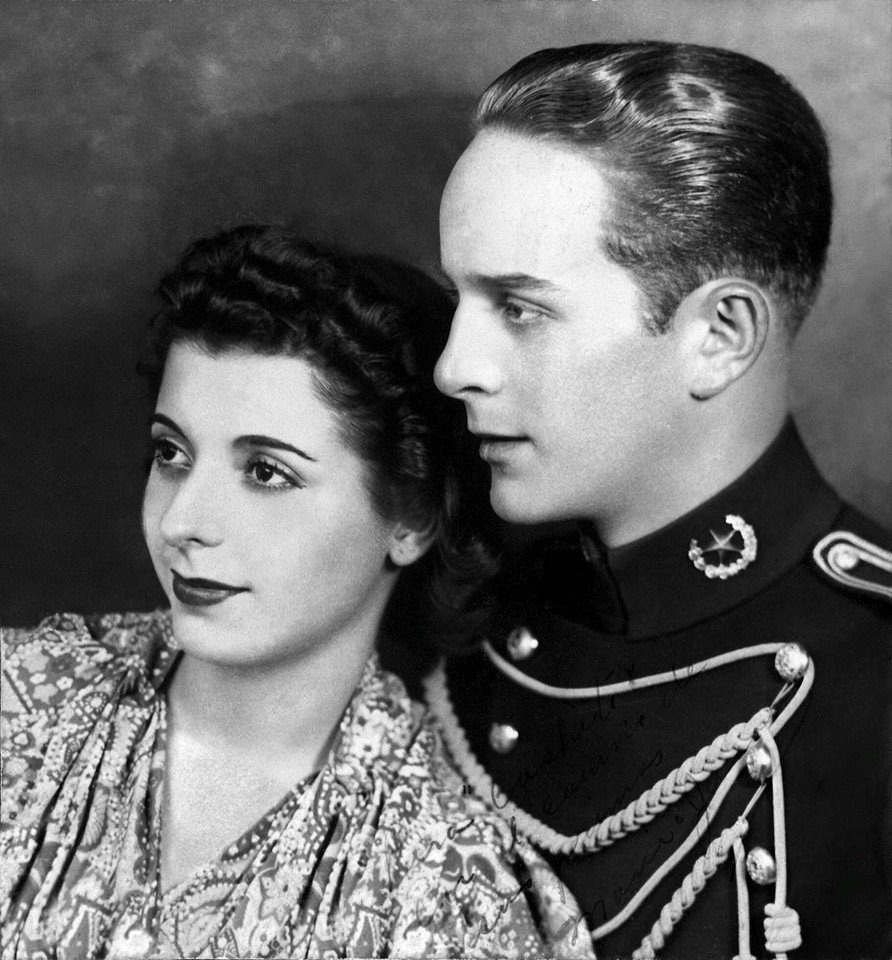
Capitán Jacobo Árbenz y su esposa, María Cristina Vilanova en una fotografía de 1938.

Durante el gobierno revolucionario del coronel Jacobo Árbenz Guzmán, la oposición -compuesta principalmente por terratenientes guatemaltecos y directivos de la United Fruit Company- estaba completamente en contra de la Revolución y de las reformas impulsadas por el gobierno de Juan José Arévalo: seguridad social, creación de sindicatos laborales y comerciales, democracia y libertad de prensa, entre otras.  Luego de la elección de Árbenz en 1950, la élite guatemalteca estaba desesperada; con el nuevo presidente muchos miembros de dicha habían tenido la esperanza de que este diera marcha atrás a las medidas impuestas por el presidente Arévalo, a quien tildaban de comunista; la imagen de Árbenz los había convenció de ello:  el coronel guatemalteco estaba casado con María Cristina Vilanova, una dama de la más alta sociedad salvadoreña, era un oficial del ejército, vivía en una mansión en la zona 10 de la Ciudad de Guatemala y tenía fisonomía aristocrática.  Pero sus esperanzas se vieron frustradas cuenta Árbenz apoyó la organización del comunista Partido Guatemalteco del Trabajo y luego impulsó una agresiva reforma agraria mediante el Decreto 900. Ante esta situación, la única motivación clara de los opositores era la defensa implacable de los privilegios de que habían disfrutado hasta entonces en Guatemala y enarbolaron la bandera del anticomunismo para justificar su lucha e iniciaron una campaña intensa de desprestigio contra el gobierno arbencista; los periodistas e intelectuales estadounidenses de la época, aparte de apoyar el anticomunismo en el país, indicaban que era muy fácil determinar que era lo que disgustaba a la oposición, pero nunca lo ésta proponía; los grupos opositores no tenían un programa constructivo o positivo para el país. Por su parte, la clase media disfrutaba de beneficios que le permitían progresar y era leal al gobierno de Árbenz, mientras que los campesinos indígenas se encontraban por primera vez desde el gobierno del capitán general Rafael Carrera en una posición en la que eran tratados con respeto y dignidad.
Por su parte, el arzobispo guatemalteco Mariano Rossell y Arellano quien inicialmente había apoyado a Árbenz pues, como los miembros de la élite guatemalteca, imaginó que iba a purgar a los comunistas del gobierno; pero luego de la promulgación del Decreto 900 se convenció de lo contrario y empezó a atacar al gobierno junto con los miembros de la Asociación Guatemalteca de Agricultores, (AGA). Utilizando sus publicaciones Verbum y Acción Social Católica, así como los sermones dominicales y hasta el propio Cristo Negro de Esquipulas se dedicó a atacar al comunismo ateo del régimen arbencista. 
Así se encontraba la situación en Guatemala, cuando la oposición anticomunista tomó Salamá a la una de la madrugada del domingo 29 de marzo de 1953: aproximadamente cien rebeldes invadieron el poblado y el vecino San Jerónimo. La invasión fue muy desorganizada y para las 6 de la mañana, soldados de la base militar de Cobán ya habían recuperado ambos pueblos fácilmente tras una pequeña escaramuza, donde únicamente hubo veinte bajas y muy pocos rebeldes lograron escapar. Este momento, no obstante, marcó el inicio de la persecución contra elementos contrarios al gobierno, la cual fue escalando gradualmente hasta convertirse en franca represión en mayo de 1954, ya cuando la Operación PBSUCCESS de la CIA y la invasión de Carlos Castillo Armas estaban en un curso irreversible y la caída del gobierno arbencista era inminente.

## Economía

### Actividad agroindustrial
Sus principales fuentes de economía son la agricultura, crianza de ganado vacuno, equino, porcino y de otros animales.  Sus cultivos más importantes son: maíz, frijol, manía, tomate, arveja china, caña y el helecho.

### Turismo
El municipio alberga en sus templos coloniales muestras de la imaginería y retablos del período colonial hispánico. Salamá tiene entre sus atractivos la Iglesia Colonial San Mateo de estilo manierista, la cual posee imágenes centenarias y retablos de distintos estilos artísticos. Otro atractivo turístico es el Templo del Calvario, el cual se encuentra ubicado sobre una colina a la que se asciende por 120 gradas, desde donde se puede contemplar la ciudad y desde donde los visitantes pueden caminar por el sendero que conduce al mirador del Cerro de la Cruz.[cita requerida]

## Otras cabeceras departamentales
| Departamento | Cabecera       | Departamento  | Cabecera              | Departamento  | Cabecera      | Departamento   | Cabecera       |
| ------------ | -------------- | ------------- | --------------------- | ------------- | ------------- | -------------- | -------------- |
| Alta Verapaz | Cobán          | Jutiapa       | Jutiapa               | Chimaltenango | Chimaltenango | Chiquimula     | Chiquimula     |
| El Progreso  | Guastatoya     | Quiché        | Santa Cruz del Quiché | Escuintla     | Escuintla     | Huehuetenango  | Huehuetenango  |
| Izabal       | Puerto Barrios | Jalapa        | Jalapa                | Petén         | Flores        | Quetzaltenango | Quetzaltenango |
| Retalhuleu   | Retalhuleu     | Sacatepéquez  | Antigua Guatemala     | San Marcos    | San Marcos    | Santa Rosa     | Cuilapa        |
| Sololá       | Sololá         | Suchitepéquez | Mazatenango           | Totonicapán   | Totonicapán   | Zacapa         | Zacapa         |